# Anton Abele
Anton Abele, né le 10 janvier 1992 à Stockholm (Suède), est un homme politique suède, membre des Modérés. Il est député représentant le comté de Stockholm entre 2010 et 2014. Anton Abele est connu pour avoir été à l'âge de 18 ans la plus jeune personne élue dans un Parlement national au monde. 

## Biographie

### Élu député à 18 ans
Anton Abele est connu pour avoir été à l'âge de 18 ans, il est la plus jeune personne à devenir membre du Parlement suédois, ainsi que le plus jeune membre d'une assemblée législative nationale au monde.

### Retrait de la vie politique à 22 ans
Le 25 juillet 2013, Anton Abele annonce qu'il terminerait son mandat au Parlement suédois, puis qu'il mettrait fin à sa carrière politique et ne se représenterait pas aux élections législatives suédoises de 2014, invoquant sa désillusion à l'égard du climat de travail au Parlement.